# ОШ „23. октобар” Сремски Карловци
ОШ „23. октобар” у Сремским Карловцима је државна школа основног образовања која баштини традицију „Српске народне школе”, основане 1713. године.

## Историјат
Иако постоје писани трагови да су у Сремске Карловце долазили учитељи још 1711. године, за настанак прве школе узима се 1713. година, када је зграда, која је била подигнута у 17. веку и која је служила као језуитски манастир, претворена у школу. Настава се у њој обављала током 18. века и почетком 19. века. У архивским грађама нису сачувани драгоцени подаци о броју ученика у турско време.
У то доба није било лако научити читати не само због недостатка учитеља, штампаних уџбеника, прилика које су у то доба владале у нашој писмености него и због других момената. Народни језик сматран је „простачким” и није се употребљавао. Тада су у нашој писмености коришћена два начина изражавања: српско-црквено–словенски и српско–административни. Образовање у то време је било тесно везано за цркву, њено финансирање и за њене потребе учешћем ученика у богослужењима.
Све до 1774. године школе су потпуно препуштене црквама, да би се тад донео закон о обавезном основном школовању немачке деце.